# Gefärbtes Jones-Polynom
Das  gefärbte Jones-Polynom ist eine Invariante aus dem mathematischen Gebiet der Knotentheorie. Es hängt von einem Parameter {\displaystyle N\in \mathbb {N} } ab und ordnet einer Verschlingung {\displaystyle L} ein Laurent-Polynom {\displaystyle J_{N}(L,q)} in einer Variablen {\displaystyle q} zu.
Für {\displaystyle N=2} erhält man das Jones-Polynom.

## Definition
Das gefärbte Jones-Polynom ist die der N-dimensionalen irreduziblen Darstellung von {\displaystyle sl(2,\mathbb {C} )} entsprechende Quanteninvariante. Explizit wird sie mit der R-Matrix
{\displaystyle R_{kl}^{ij}:=\sum _{m=0}^{N-1-j,i}\delta _{l,i+m}\delta _{k,j-m}{\frac {\left\{l\right\}!\left\{N-1-k\right\}!}{\left\{i\right\}!\left\{m\right\}!\left\{N-1-j\right\}!}}q^{(-i-{\frac {N-1}{2}})(j-{\frac {N-1}{2}})-m{\frac {i-j}{2}}-{\frac {m(m+1)}{4}}}}
und dem durch {\displaystyle \mu (e_{j})=\sum _{i=0}^{N-1}\delta _{ij}q^{\frac {2i-N+1}{2}}e_{i}} gegebenen Isomorphismus {\displaystyle \mu \colon \mathbb {C} ^{N}\to \mathbb {C} ^{N}} konstruiert, siehe Quanteninvariante#Konstruktion via R-Matrizen. Hierbei ist {\displaystyle \left\{m\right\}:=q^{\frac {m}{2}}-q^{-{\frac {m}{2}}}} und {\displaystyle \left\{m\right\}!=\left\{1\right\}\left\{2\right\}\ldots \left\{m\right\}}.
Alternativ kann man {\displaystyle J_{N}(L,q)} als das Jones-Polynom der aus {\displaystyle N-1} zu {\displaystyle L} parallelen Verschlingungen bestehenden Verschlingung definieren. Dieser Ansatz ist aber für konkrete Berechnungen völlig unpraktikabel, weil die Zahl der Überkreuzungen quadratisch in {\displaystyle N} wächst.

## Beispiel
Das gefärbte Jones-Polynom der Kleeblattschlinge ist 
{\displaystyle J_{N}(L,q)={\frac {q^{\frac {1-n}{2}}}{1-q^{-1}}}\sum _{k=0}^{n-1}q^{-kn}(1-q^{-n})(1-q^{1-n})\ldots (1-q^{k-n})}.
Das gefärbte Jones-Polynom des Achterknotens ist
{\displaystyle J_{N}(L,q)=q^{1-N}\sum _{n=0}^{N-1}\sum _{k=0}^{n}\left(\prod _{i=0}^{k-1}{\frac {1-q^{n-i}}{1-q^{i+1}}}\right)q^{n+k(k+1)}\left[\prod _{j=1}^{n}(1-q^{j-N})\right]\left[\prod _{i=1}^{n-k}(1-q^{k+i-N})\right]}.

## Eigenschaften
- Das gefärbte Jones-Polynom ist multiplikativ unter verbundener Summe: {\displaystyle J_{N}(L_{1}\sharp L_{2},q)=J_{N}(L_{1},q)J_{N}(L_{2},q)}.
- Das gefärbte Jones-Polynom erfüllt eine Rekurrenzrelation.[1]

## Kashaev-Invariante
Die Kashaev-Invariante ist der Wert des gefärbten Jones-Polynoms an der N-ten Einheitswurzel:
{\displaystyle \langle L\rangle _{N}:=J_{N}(L,e^{\frac {2\pi i}{N}})}.
Die Volumenvermutung stellt einen Zusammenhang zwischen der Kashaev-Invariante und dem komplexen Volumen eines hyperbolischen Knotens her.